# Daniel Ceccaldi
Pour les articles homonymes, voir Ceccaldi.
Daniel Ceccaldi, né le 25 juillet 1927 à Meaux et mort le 26 mars 2003 à Villejuif, est un acteur, écrivain et metteur en scène français.

## Biographie

### Origines
Daniel Jacques Ceccaldi naît en 1927 à Meaux. Il est d'origine corse ; son père est fonctionnaire de l'Enregistrement. Daniel Ceccaldi fréquente le lycée Henri-IV de Paris, dont il sort bachelier. C'est à cette occasion qu'il découvre la comédie, interprétant notamment la pièce de Molière, Le Misanthrope. Tout petit déjà, sa mère l'emmenait régulièrement assister à des représentations théâtrales.
Il est originaire de Crécy-la-Chapelle (Seine-et-Marne) où il a passé son enfance avant de revenir s’y installer en fin de vie.

### Carrière

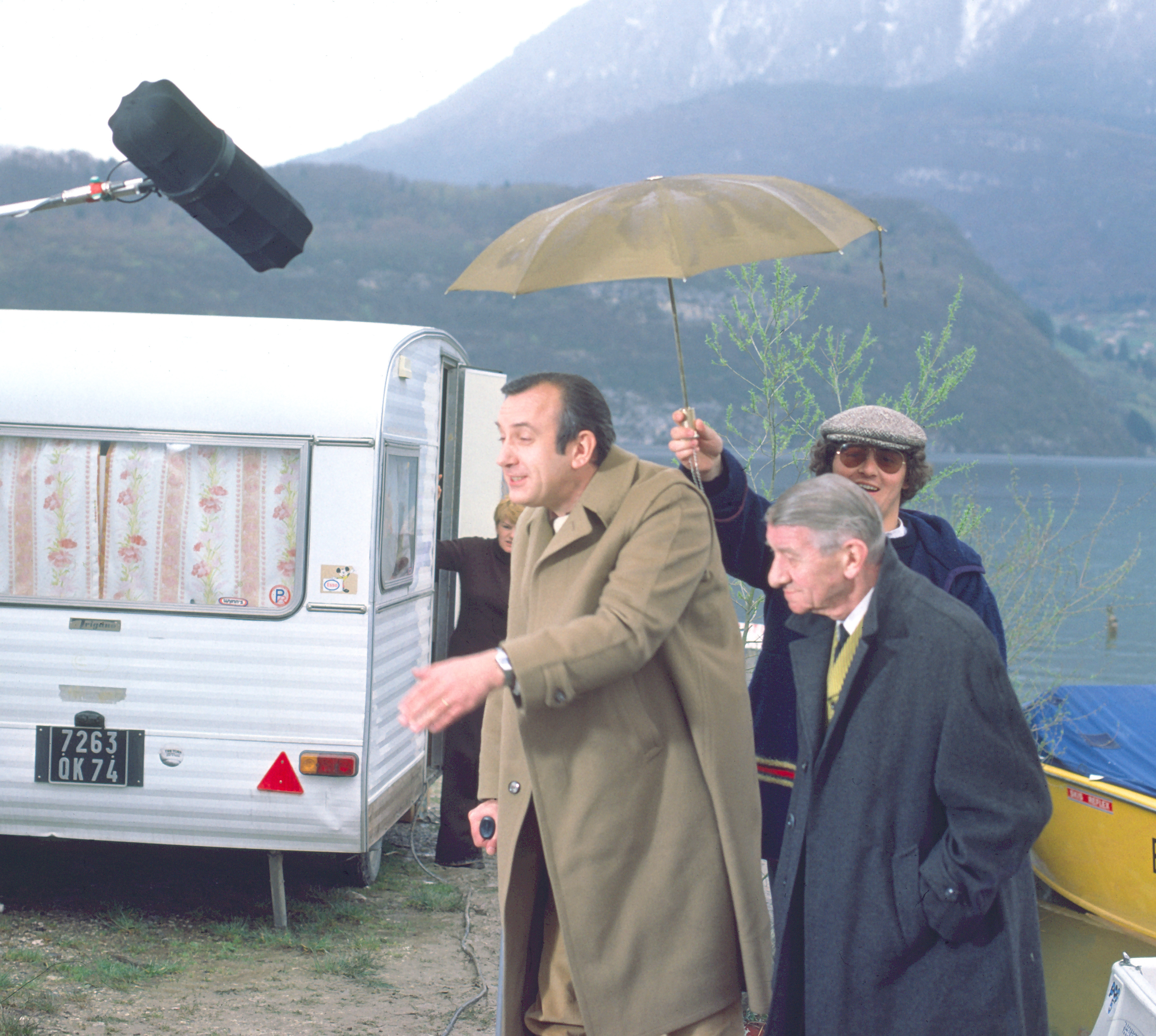
Au premier plan, sur le tournage du film Le Maestro, Daniel Ceccaldi et Robert Dalban en 1977.

Daniel Ceccaldi est avant tout un homme de théâtre, s'illustrant surtout, entre 1946 et 1997, dans des pièces de boulevard.
Formé au cours de Tania Balachova, il tourne son premier film, Le Diable boiteux, de Sacha Guitry, en 1948. Il obtient son premier grand rôle en 1954 en jouant Henri d'Anjou dans La Reine Margot aux côtés de Jeanne Moreau.
Daniel Ceccaldi est célèbre pour son rôle de Lucien Darbon, père de Christine interprétée par Claude Jade, dans les films de François Truffaut, Baisers volés et Domicile conjugal, ainsi que pour le rôle d'arnaqueur dans Pouic-Pouic de Jean Girault. On le remarque aussi en inspecteur dans L'Homme de Rio de Philippe de Broca et dans un autre rôle de policier, l'inspecteur Lescure, dans La Métamorphose des cloportes de Pierre Granier-Deferre. De plus, il travaille notamment pour les cinéastes Jacques Becker, Édouard Molinaro, Henri Verneuil, Pascal Thomas et Philippe de Broca.
À la télévision, son rôle de père de famille veuf dans la série télévisée Vive la vie lui assure aussi pendant quatre ans une grande notoriété. Dans les années 1980, il joue dans des films populaires comme Pour la peau d'un flic d'Alain Delon.
Il s'essaie ensuite à la réalisation (Jamais avant le mariage en 1982), puis joue surtout dans beaucoup de séries télévisées, avant d'effectuer un retour au cinéma à la fin des années 1990.
De 1977 à 1997, il participe à l'émission Les Grosses Têtes de Philippe Bouvard.

### Vie privée et mort
Père de deux enfants — Laurent (né en 1969) et Laetitia (née en 1972) —, Daniel Ceccaldi meurt d'un cancer du foie le 26 mars 2003 à Villejuif, et est inhumé au cimetière ancien de Meaux.

## Filmographie

### Cinéma

#### Acteur
- 1948 : Le Diable boiteux de Sacha Guitry
- 1949 : Maya de Raymond Bernard
- 1949 : Le Jugement de Dieu de Raymond Bernard : Théobald, le commis de M. Bernauer et amoureux d'Agnès
- 1951
  - Les miracles n'ont lieu qu'une fois d'Yves Allégret : un ami de Jérôme
  - Une histoire d'amour de Guy Lefranc : le militaire qui tire mal à la fête foraine
- 1952 : Deux de l'escadrille de Maurice Labro
- 1953
  - Un trésor de femme de Jean Stelli : le docteur
  - Les amours finissent à l'aube d'Henri Calef : Fred, l'ami de Charlotte
- 1954
  - Mam'zelle Nitouche d'Yves Allégret : le troisième réserviste
  - La Reine Margot de Jean Dréville : Henri d'Anjou
- 1955
  - Frou-frou d'Augusto Genina : le chevalier des Grieux
  - Le Fils de Caroline chérie de Jean Devaivre : lieutenant Bogard
  - Nana de Christian-Jaque : le lieutenant Philippe Hugon
  - Les Grandes Manœuvres de René Clair : un officier
  - La Madelon de Jean Boyer
- 1956
  - Marie-Antoinette de Jean Delannoy : Drouet
  - La Lumière d'en face de Georges Lacombe : l'amoureux en panne
  - Club de femmes de Ralph Habib
  - Mannequins de Paris d'André Hunebelle : un ami de Barbara
  - Bonsoir Paris, bonjour l'amour de Ralph Baum
  - Les Aventures d'Arsène Lupin de Jacques Becker : Jacques Gauthier
- 1957
  - Élisa, de Roger Richebé : le coiffeur
  - Miss Pigalle de Maurice Cam : Dominique
- 1959
  - Un témoin dans la ville d'Édouard Molinaro : le client étranger
  - La Femme et l'enfant (moyen métrage)
- 1960
  - Dans la gueule du loup de Jean-Charles Dudrumet : Roger
  - Caroline (court métrage)
  - Mourir d'amour de Dany Fog : Richard Lanne
  - Le Dialogue des carmélites de Philippe Agostini et Raymond Leopold Bruckberger : un officier
- 1961
  - Les Amours célèbres, film à sketches de Michel Boisrond, inspiré des bandes dessinées de Paul Gordeaux, dans le sketch : Les Comédiennes : Antonio Villa
  - Les lions sont lâchés d'Henri Verneuil : Georges Guichard
- 1962
  - Le Voyage à Biarritz de Gilles Grangier : Paul Bonnenfant
  - Les Veinards de Jean Girault, dans le sketch : Le repas gastronomique : Gros nounours
- 1963
  - Les Bricoleurs de Jean Girault : La Banque
  - L'Appartement des filles de Michel Deville : François
  - Pouic-Pouic de Jean Girault : Castelli
  - L'Homme de Rio de Philippe de Broca : le policier inspecteur
- 1964
  - La Peau douce de François Truffaut : Clément
  - Patate de Robert Thomas : Michel
  - Coplan, agent secret FX 18 de Maurice Cloche : Noreau
  - Requiem pour un caïd de Maurice Cloche : inspecteur Belin
  - Faites vos jeux, mesdames de Marcel Ophüls : Stéphane
  - Les Gros Bras de Francis Rigaud : Giovannelli
  - La Bonne Occase de Michel Drach : le vendeur
  - Cent Briques et des tuiles de Pierre Grimblat : Léon, le barman
- 1965
  - La Grosse Caisse d'Alex Joffé : Pignol
  - Le Tonnerre de Dieu de Denys de La Patellière : le prêtre
  - La Métamorphose des cloportes de Pierre Granier-Deferre : Lescure
  - Un milliard dans un billard de Nicolas Gessner : le capitaine du bateau
  - Journal d'une femme en blanc de Claude Autant-Lara : l'inspecteur Georget
  - Intrigue à Lisbonne (Da 077-Intrigo a Lisboa) de Tulio Demicheli : Robert Scott
  - Quand passent les faisans d'Édouard Molinaro : Barnave
  - Du rififi à Paname de Denys de La Patellière : le commissaire Noël
- 1966
  - Le facteur s'en va-t-en guerre de Claude Bernard-Aubert : Cassagne
  - Monsieur le président-directeur général de Jean Girault : Calfarelli
- 1967 : Les Poneyttes de Joël Le Moigné : Letellier
- 1968 : Baisers volés de François Truffaut : monsieur Darbon
- 1969
  - L'Ours et la Poupée de Michel Deville : Ivan
  - Une veuve en or de Michel Audiard : le conservateur
- 1970
  - Domicile conjugal de François Truffaut : monsieur Darbon
  - L'homme qui vient de la nuit remake de Le Chanteur inconnu de Jean-Claude Dague
  - Les Lionnes (La Leonessa) d'Henry Zaphiratos
- 1971 : Le Poème de l'élève Mikovsky de Pascal Thomas : le surveillant
- 1972
  - L'Amour l'après-midi d'Éric Rohmer : Gérard
  - Les Zozos de Pascal Thomas : l'oncle Jacques
  - Pas folle la guêpe de Jean Delannoy : Gérard Chardonnet
  - Trop jolies pour être honnêtes de Richard Balducci : le lieutenant de marine Jean-Yves Marie Le Gouennec
- 1973
  - Le Complot de René Gainville : Carat
  - Le Concierge de Jean Girault : Paul Raymond
  - La Chute d'un corps de Michel Polac : Alain Renon
  - Pleure pas la bouche pleine de Pascal Thomas : le parrain
  - OK patron de Claude Vital : Duguet
  - Les Quatre Charlots mousquetaires d'André Hunebelle : Louis XIII
  - À nous quatre, Cardinal ! d'André Hunebelle : Louis XIII
  - France société anonyme d'Alain Corneau : Michel, l'homme du gouvernement
- 1974
  - Amore d'Henry Chapier : le PDG
  - Le Chaud Lapin de Pascal Thomas : Henri
  - C'est jeune et ça sait tout ou Y'a pas de mal à se faire du bien de Claude Mulot : l'ambassadeur
  - Un divorce heureux d'Henning Carlsen : Antoine
  - Dis-moi que tu m'aimes de Michel Boisrond : Bertrand Danois
- 1975
  - Le Téléphone rose d'Édouard Molinaro : Levêgue
  - L'Incorrigible de Philippe de Broca : le préfet de police
  - Espaces en liberté, court métrage de Gérard Renateau — voix uniquement
- 1976
  - Le Jouet de Francis Veber : le père de famille
  - Le Chasseur de chez Maxim's de Claude Vital : Du Velin
- 1977
  - L'Hôtel de la plage de Michel Lang : Euloge St. Prix
  - Le Maestro de Claude Vital : Hubert
  - Un oursin dans la poche de Pascal Thomas : l'administrateur du théâtre
  - Mort d'un pourri de Georges Lautner : Lucien Lacor
- 1978
  - Confidences pour confidences de Pascal Thomas : Emile Roussel, le père
  - Le Temps des vacances de Claude Vital : Norbert
  - Ils sont fous ces sorciers de Georges Lautner : La Palière
  - La Ballade des Dalton, dessin animé de René Goscinny et Morris — voix de Lucky Luke
- 1979
  - Charles et Lucie de Nelly Kaplan : Charles
  - Tous vedettes de Michel Lang : Jean-Paul
- 1980
  - Une merveilleuse journée de Claude Vital : Felloux
  - Celles qu'on n'a pas eues de Pascal Thomas : Guillaume
- 1981
  - Les Plouffe de Gilles Carle : Père Alphonse
  - Pour la peau d'un flic d'Alain Delon : Coccioli
- 1982
  - Ça va faire mal ! de Jean-François Davy : Léopold
  - Jamais avant le mariage — mise en scène uniquement
  - Le Braconnier de Dieu de Jean-Pierre Darras : le père abbé
- 1983 : Adieu foulards de Christian Lara : Gilbert Carboni
- 1984 : L'Amour en douce d'Édouard Molinaro : Maître Ravignac
- 1988 : Les Maris, les Femmes, les Amants de Pascal Thomas : Jacques
- 1990 : Le Rêve du singe fou (El Sueño del mono loco) de Fernando Trueba : Julien Legrand
- 1996
  - Liberté, chérie de Jean-Luc Gaget (court-métrage)
  - Dieu seul me voit de Bruno Podalydès : le président du bureau de vote
- 1997
  - Un grand cri d'amour de Josiane Balasko : Sylvestre
  - Barbara de Nils Malmros : Amiral
- 1999 : Le Fils du Français de Gérard Lauzier : monsieur Oliver
- 2000 : Le Vélo de Ghislain Lambert de Philippe Harel : Maurice Focodel
- 2002 : Elle est des nôtres de Siegrid Alnoy : le père de Christine

### Réalisateur
- 1978 : Messieurs les ronds-de-cuir (téléfilm)
- 1980 : Le Vol d'Icare (téléfilm)
- 1982 : Jamais avant le mariage

### Télévision

#### Acteur
- 1958 : La Dame de pique de Stellio Lorenzi
- 1961 : Sans cérémonie d'André Pergament
- 1965
  - Le Faiseur de Jean-Pierre Marchand
  - Le train bleu s'arrête 13 fois de Maurice de Canonge, (série télévisée) dans l’épisode Monte-Carlo : un mari dangereux
- 1966 à 1970 : Vive la vie de Joseph Drimal (série télévisée de 144 épisodes en 3 saisons)
- 1967 : Au théâtre ce soir : Ami-ami de Pierre Barillet et Jean-Pierre Gredy, mise en scène Jacques Mauclair, réalisation Pierre Sabbagh, Théâtre Marigny
- 1967 : Au théâtre ce soir : De passage à Paris de Michel André, mise en scène Jacques-Henri Duval, réalisation Pierre Sabbagh, Théâtre Marigny
- 1967 : Meurtre en sourdine de Gilbert Pineau
- 1968 : Le Bourgeois gentilhomme de Pierre Badel (téléfilm)
- 1969 : Au théâtre ce soir : Une femme ravie de Louis Verneuil, mise en scène Robert Manuel, réalisation Pierre Sabbagh, Théâtre Marigny
- 1969 : Au théâtre ce soir : Bichon de Jean de Létraz, mise en scène Robert Manuel, réalisation Pierre Sabbagh, Théâtre Marigny
- 1969 : Agence Intérim, série télévisée de Marcel Moussy et Pierre Neurisse : Max
- 1970 : Au théâtre ce soir : Mary-Mary de Jean Kerr, adaptation Marc-Gilbert Sauvajon, mise en scène Jacques-Henri Duval, réalisation Pierre Sabbagh, Théâtre Marigny
- 1971 : Au théâtre ce soir : La Lune est bleue de Hugh Herbert, adaptation Jean Bernard-Luc, mise en scène René Clermont, réalisation Pierre Sabbagh, Théâtre Marigny
- 1972 : Au théâtre ce soir : Adorable Julia de Marc-Gilbert Sauvajon, mise en scène René Clermont, réalisation Georges Folgoas, Théâtre Marigny
- 1972
  - Les Enquêtes du commissaire Maigret de François Villiers, épisode Maigret se fâche : Ernest Malik
  - Ossicum 12 de Gérard Herzog
  - Le Nez d'un notaire de Pierre Bureau
  - Le Jeune Fabre de Cécile Aubry
- 1973 : Au théâtre ce soir : Jeux d'esprits de Noël Coward, mise en scène Jacques François, réalisation Georges Folgoas, Théâtre Marigny
- 1974 : Au théâtre ce soir : Giliane ou Comme un oiseau de Ronald Millar & Nigel Balchin, mise en scène Grégoire Aslan, réalisation Georges Folgoas, Théâtre Marigny
- 1974 : Au théâtre ce soir : Folle Amanda de Pierre Barillet et Jean-Pierre Grédy, mise en scène Jacques Charon, réalisation Georges Folgoas, Théâtre Marigny
- 1974 : Le Soldat et la sorcière de Jean-Paul Carrère
- 1978 : Messieurs les ronds-de-cuir de Daniel Ceccaldi
- 1979 : Le Tour du monde en 80 jours d'André Flédérick, (Téléfilm)
- 1980 : Le Moustique de Maurice Frydland
- 1982 : Mozart de Marcel Bluwal
- 1983 : Quelques hommes de bonne volonté de François Villiers
- 1984 : Lucienne et le boucher de Pierre Tchernia
- 1986 : Les aventuriers du Nouveau-Monde d'Allan Kroeker (Baron Armand Griffard de la Sourdière)
- 1988 : La Belle Anglaise de Jacques Besnard
- 1989 : Un amour tardif de Patrick Jamain
- 1992 : Feu Adrien Muset de Jacques Besnard
- 1993 : Le Bœuf clandestin de Lazare Iglesis
- 1997 : Le Quatrième Roi (Il Quarto re) de Stefano Reali : Melchior
- 1998 : Deux flics de Laurent Heynemann
- 2000 : Julie Lescaut : Marc Vernet, le père de Julie Lescaut
- 2001 : Au bout du quai de Pierre Lary
- 2002 : Hôpital souterrain de Serge Meynard

## Théâtre

### Auteur
- L'Éventail
- Mais qu'est-ce qui fait courir les femmes, la nuit à Madrid ? d'après Pedro Calderón de la Barca, Festival du Marais (Hôtel d'Aumont) le 2 juillet 1972, reprise au Théâtre de l'Athénée le 15 mai 1973

### Comédien
- 1946 : Les Vivants d'Henri Troyat, comédie en trois actes, mise en scène de Raymond Rouleau, théâtre du Vieux-Colombier
- 1946 : Ubu roi d'Alfred Jarry
- 1947 : L'Amour et son image de Roger Dornes, mise en scène Douking, Théâtre de l'Œuvre
- 1948 : Lucienne et le boucher de Marcel Aymé, mise en scène Georges Douking, Théâtre du Vieux-Colombier
- 1951 : Dîner de têtes de Jacques Prévert, mise en scène Albert Médina, Fontaine des Quatre-Saisons
- 1951 : Mi-figue, mi-raisin de Jean Tardieu, mise en scène Michel de Ré, Théâtre du Quartier Latin
- 1952 : Antoine et Cléopâtre de William Shakespeare, mise en scène Jean-Louis Barrault, Théâtre des Célestins
- 1953 : Les Invités du bon Dieu d'Armand Salacrou, mise en scène Yves Robert, Théâtre Saint-Georges
- 1954 : Adorable Julia de Marc-Gilbert Sauvajon et Guy Bolton d'après Somerset Maugham, mise en scène Jean Wall, Théâtre du Gymnase
- 1957 : Ne quittez pas... de Marc-Gilbert Sauvajon et Guy Bolton, mise en scène Marc-Gilbert Sauvajon, Théâtre des Nouveautés
- 1957 : Adorable Julia de Marc-Gilbert Sauvajon et Guy Bolton d'après Somerset Maugham, mise en scène Jean Wall, Théâtre du Gymnase
- 1958 : Ami-ami de Pierre Barillet et Jean-Pierre Grédy, mise en scène Jean Wall, Théâtre Antoine
- 1958 : La Bonne Soupe de Félicien Marceau, mise en scène André Barsacq, Théâtre du Gymnase
- 1959 : La Copie de Madame Aupic d'après Gian-Carlo Menotti, adaptation Albert Husson, mise en scène Daniel Ceccaldi, Théâtre des Célestins
- 1960 : L'Idiote de Marcel Achard, mise en scène Jean Meyer, Théâtre Antoine
- 1963 : Laure et les Jacques de Gabriel Arout, mise en scène Jean Piat, Théâtre Saint-Georges
- 1963 : Des clowns par milliers d'Herb Gardner, mise en scène Raymond Rouleau, Théâtre du Gymnase
- 1963 : L'Âge idiot de Jean Meyer, mise en scène Maurice Guillaud, Théâtre du Gymnase, théâtre Édouard VII
- 1963 : L'Assassin de la générale de Ladislas Fodor, mise en scène Jean-Pierre Grenier, Théâtre Michel
- 1965 : The Boy Friend de Sandy Wilson, mise en scène Jean-Christophe Averty et Dirk Sanders, Théâtre Antoine
- 1965 : Comme un oiseau de Ronald Millar & Nigel Balchin, mise en scène Sacha Pitoëff, Théâtre Antoine
- 1966: Laurette ou l'Amour voleur de Marcelle Maurette et Marc-Gilbert Sauvajon, mise en scène Pierre Fresnay, Théâtre de la Michodière
- 1967 : Jean de la Lune de Marcel Achard, mise en scène Jean Piat, Théâtre du Palais-Royal
- 1967 : La Puce à l'oreille de Georges Feydeau
- 1969 : La Puce à l'oreille de Georges Feydeau, mise en scène Jacques Charon, Théâtre du Palais-Royal
- 1969 : Le monde est ce qu'il est d'Alberto Moravia, mise en scène Pierre Franck, Théâtre des Célestins, Théâtre de l'Œuvre
- 1969 : Domino de Marcel Achard, mise en scène Pierre Mondy, Théâtre des Variétés
- 1970 : Douce-Amère de Jean Poiret, mise en scène Jacques Charon, Théâtre de la Renaissance
- 1971 : Folle Amanda de Pierre Barillet et Jean-Pierre Grédy, mise en scène Jacques Charon, Théâtre des Bouffes-Parisiens
- 1975 : L'Éventail de Carlo Goldoni, mise en scène Daniel Ceccaldi, Festival du Marais
- 1975 : Peau de vache de Pierre Barillet et Jean-Pierre Grédy, mise en scène Jacques Charon, Théâtre de la Madeleine
- 1979 : Le Tour du monde en quatre-vingts jours de Pavel Kohout d'après Jules Verne, mise en scène Jacques Rosny, Théâtre des Célestins
- 1987 : Thomas More ou l'homme seul de Robert Bolt, mise en scène Jean-Luc Tardieu, Espace 44 Nantes
- 1990 : Amadeus de Peter Shaffer, mise en scène Jean-Luc Tardieu, Maison de la Culture de Loire-Atlantique Nantes, Théâtre Montparnasse en 1991
- 1991 : Enfin seuls ! de Lawrence Roman, mise en scène Michel Fagadau, Théâtre Saint-Georges

### Metteur en scène
- 1959 : La Copie de Madame Aupic d'après Gian-Carlo Menotti, adaptation Albert Husson, Théâtre Fontaine, Théâtre des Célestins
- 1961 : Adélaïde de Jean-Louis Curtis, Théâtre des Ambassadeurs
- 1975 : L'Éventail de Carlo Goldoni, Hôtel d'Aumont (Festival du Marais)
- 1980 : ... Diable d'homme ! de Robert Lamoureux, Théâtre des Bouffes-Parisiens

## Doublage
Films
- Alex Rocco dans :
  - Le Parrain (1972) : Moe Greene (1er doublage)
  - Un homme est mort (1972) : Miller

Mais aussi :
- 1963 : Carambolages : Mlle Andréa (Marcelle Arnold)
- 1964 : Monsieur : Michel Corbeil (Peter Vogel)
- 1969 : La Sirène du Mississipi : Jardine (Marcel Berbert)
- 1975 : Rosebud : Larry Martin (Peter O'Toole)

Films d'animation
- 1978 : La Ballade des Dalton : Lucky Luke

Séries télévisées
- Gene Barry dans :
  - L'Aventurier (1972-1973) : Gene Bradley
  - L'Homme à la Rolls (1994-1995) : Amos Burke